# Ferenczi Krisztina
Ferenczi Krisztina (Budapest, 1950. december 9. – Budapest, 2015. július 16.) magyar színésznő, író, újságíró. Színlapokon, stáblistákon Ferenczy Krisztina írásmóddal is szerepel.

## Élete
Egy évvel a főiskola előtt, 1969-ben lett a Nemzeti Színház stúdiósa. Főiskolai tanulmányait a Színház- és Filmművészeti Főiskolán végezte 1970–1974 között. Még főiskolai hallgatóként, 1973-ban szerepelt Presser Gábor Képzelt riport egy amerikai popfesztiválról című musicaljében. Végzés után a debreceni Csokonai Színházban kezdett dolgozni. 1976–77-ben a budapesti Radnóti Miklós Színpadon, az 1977–1981 közötti években a József Attila Színház társulatában szerepelt.
A Színművészeti Főiskola elvégzése után, gyakorló színésznőként elvégezte az ELTE-n a magyar szakot, itt 1979-ben végzett. 1981-től a Népszínházban, 1984-től a Pécsi Nemzeti Színházban, 1987-től a Békéscsabai Jókai Színházban dolgozott. 1988-ban ismét Debrecenben, 1989–1991 között a Szegedi Nemzeti Színházban játszott.
1990-ben a szegedi színháztól elbocsátották Ruszt József művészeti vezetőt és munkatársait. Ferenczi még eljátszotta Anna Karenina szerepét, majd ő is távozott a színháztól. Budapesten szabadfoglalkozású színésznő lett, közben könyvet írt 1989-ben elhunyt első férje emlékére. A színészi pályát rövidesen végleg elhagyta.
Beiratkozott a Magyar Hírlap újságíró-iskolájába, ahol Márványi Ágnes tanított. A Nyilvánosság Klub tagja lett, egyéves Soros-ösztöndíjat kapott, hogy könyvet írjon az 1996-os új médiatörvény tervezetéhez, ez 1994-ben meg is jelent Előjáték a sajtószabadsághoz címmel. Újságíróként leginkább az oknyomozás területén alkotott rövid ideig a Blikknél, majd a Magyar Hírlapnál, a Népszavánál és a Népszabadságnál. Az Orbán-bányákról írt tényfeltáró cikksorozatáért a Magyar Hírlap régi munkatársai 2001-ben az Év újságírójává választották.
Átment a Népszavához, itt 2006-ban mondott fel. 2006-ban jelent meg Szüret – Az Orbán-vagyonok nyomában című könyve. Saját önmeghatározása szerint „baloldali liberális demokrata” világnézetű. 2007 és 2008 között pályáját megszakítva egy budapesti ingatlanértékesítő cég munkatársa volt.
2008-tól szabadúszó oknyomozó újságíró, az Átlátszó.hu-n és a Népszabadságban publikált. Korábbi összegző oknyomozó műve, a Szüret (2006) folytatásaként 2014-ben jelent meg a Narancsbőr – Az Orbán-vagyonok nyomában című tényfeltáró könyve, melyben folytatja Orbán Viktor és a hozzá közelállók vagyonosodásának vizsgálatát.
2015. július 16-án hunyt el hosszú betegség után, július 29-én kísérték utolsó útjára a budapesti Farkasréti temetőben.
2015 novemberében posztumusz Hazám-díjban részesült.

## Magánélete

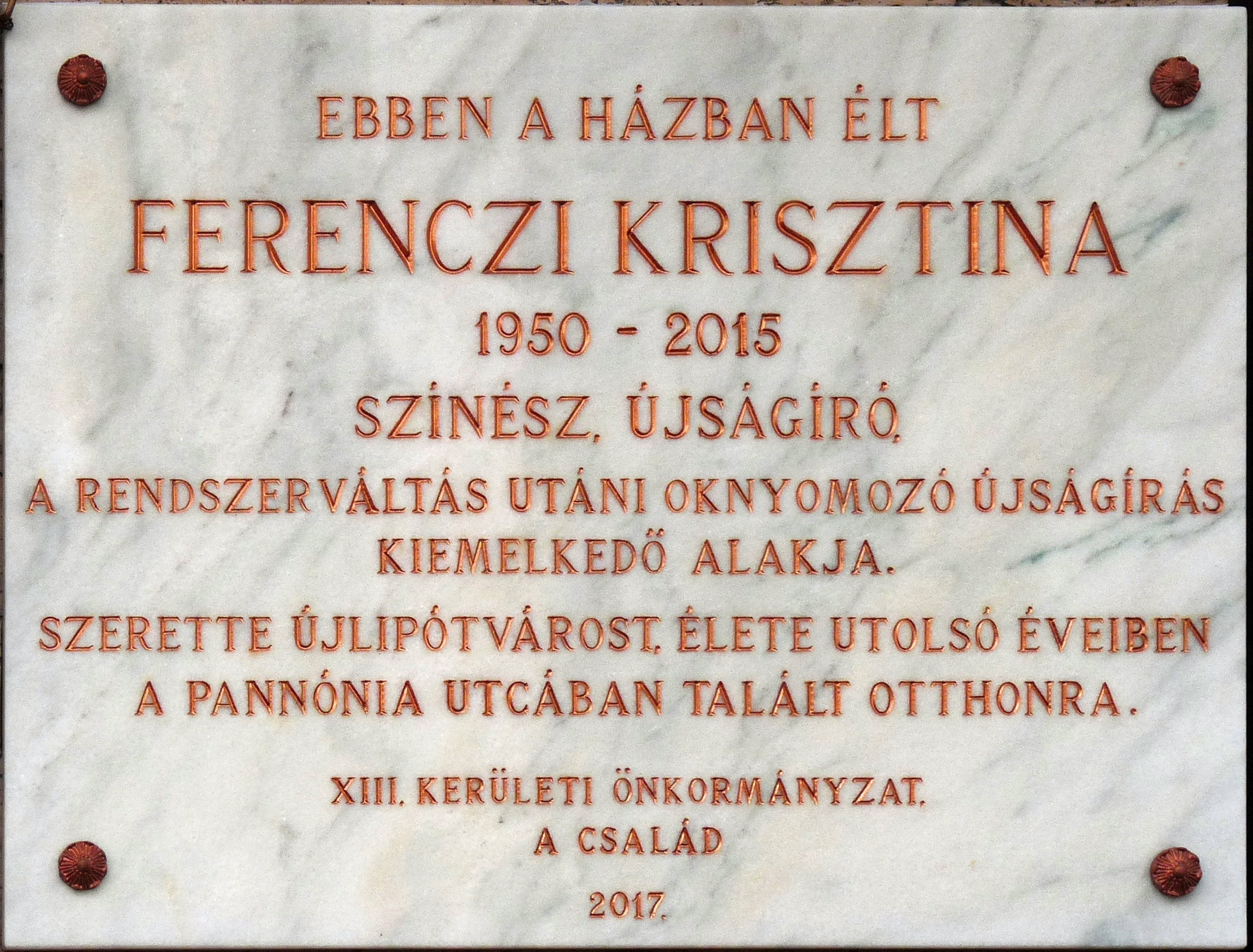
Emléktáblája utolsó lakhelyén
(Budapest XIII. ker., Pannónia utca 15.)

Első férje Timár Béla színművész (1947–1989) volt, négy gyermekük született, ketten maradtak életben, Ádám és Bálint. A házasfelek hét év után elváltak. Második férje Krámer György koreográfus, egy leányuk van, Lili.

## Színházi szerepei
- Képzelt riport egy amerikai popfesztiválról (musical), 1973.[9]
- Osztrovszkij: Vihar (Katyerina)
- Brecht–Weill: Koldusopera (Polly)
- Goldoni: A hazug (Beatrice)
- Weöres Sándor: A kétfejű fenevad (Báthory Susánna)
- Tolsztoj – Sándor János: Anna Karenina (Anna)[13]
- Václav Havel: Vernisszázs (Vera)
- Oppenheim alszik (Önálló est, Egyetemi Színpad, 1987)[5]

## Filmszerepei
- 1972: Szerelem jutányos áron (tévéfilm)
- 1973: Zrínyi (tévésorozat) (Zrínyi Ilona)
- 1973: Lányarcok tükörben
- 1974: Néhány első szerelem története (tévéfilm)
- 1974: Holnap lesz fácán
- 1975: Vivát, Benyovszky! (tévésorozat) (Barbara Dworska)
- 1975: Gellérthegyi álmok (tévéfilm)
- 1977: Nyúlkenyér (tévéfilm)
- 1981: A legnagyobb sűrűség közepe (tévéfilm)
- 1981: Ideiglenes paradicsom
- 1981: A szeleburdi család
- 1982: A tenger (tévé-minisorozat)
- 1982: A 78-as körzet (tévé-minisorozat)
- 1985: Széchenyi napjai (tévé-minisorozat)
- 1986: Linda (tévésorozat)
- 1991: Angyalbőrben (tévésorozat)
- 2007: Könyveskép (tévésorozat), Nyolclábú tükör: Szilvi

## Könyvei
- Neked írom naplóm (Tímár Béla emlékére, 1991)
- Előjáték a sajtószabadsághoz. Telehír, 1994
- A hír értékei. Etika és professzionalizmus a mai magyar médiában. Média Hungária, 2001 (Társszerzők Török Gábor, Martos Gábor, Szűcs László, Dessewffy Tibor és mások)
- Szüret. Az Orbán-vagyonok nyomában. Diario Kft., 2006
- Tűnődés egy gondolatsoron. Versek; Ad Librum, Bp., 2009
- Narancsbőr – Az Orbán-vagyonok nyomában. Tény 2014 Kft., 2014
- Élni egészen; Tényfeltárás 2014 Kft., Bp., 2015

## Emlékezete
- Emléktáblája áll Budapesten, a Pannónia utca 15-ben (2017).[14]